# Imotz
Imotz és un municipi de Navarra, a la comarca d'Ultzamaldea, dins la merindad de Pamplona. Limita amb els municipis de Basaburua i Ultzama al nord, Atetz a l'est, Txulapain i Itza al sud, Arakil i Larraun a l'oest. El municipi s'estén per la vall homònima i està format per les entitats de població de:
| Entitat de Població | Pob. (2006) |
| ------------------- | ----------- |
| Etxaleku            | 116         |
| Eraso               | 42          |
| Goldaratz           | 40          |
| Latasa              | 72          |
| Muskitz             | 24          |
| Oskotz              | 77          |
| Urritza             | 38          |
| Zarrantz            | 18          |

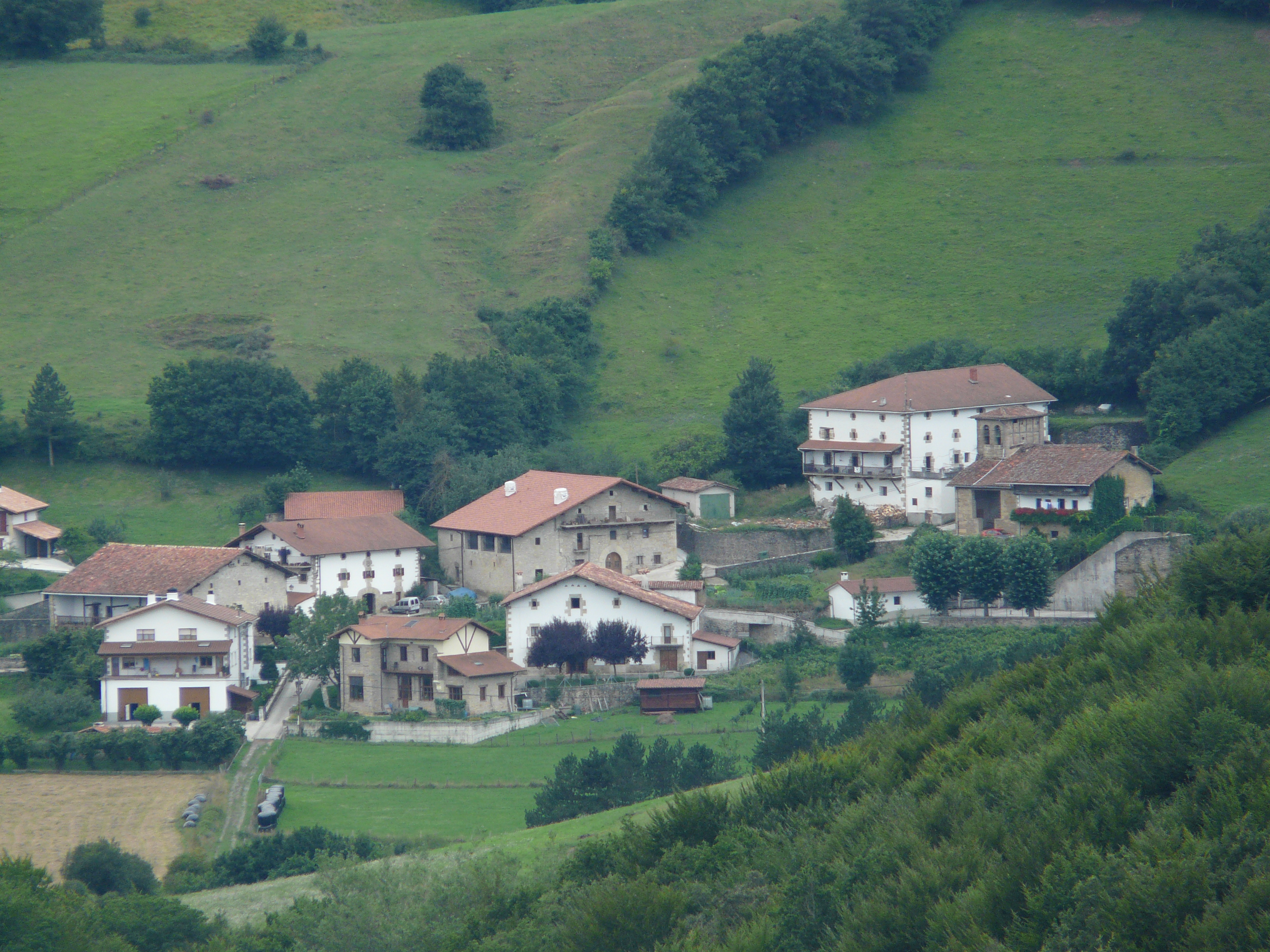
Eraso
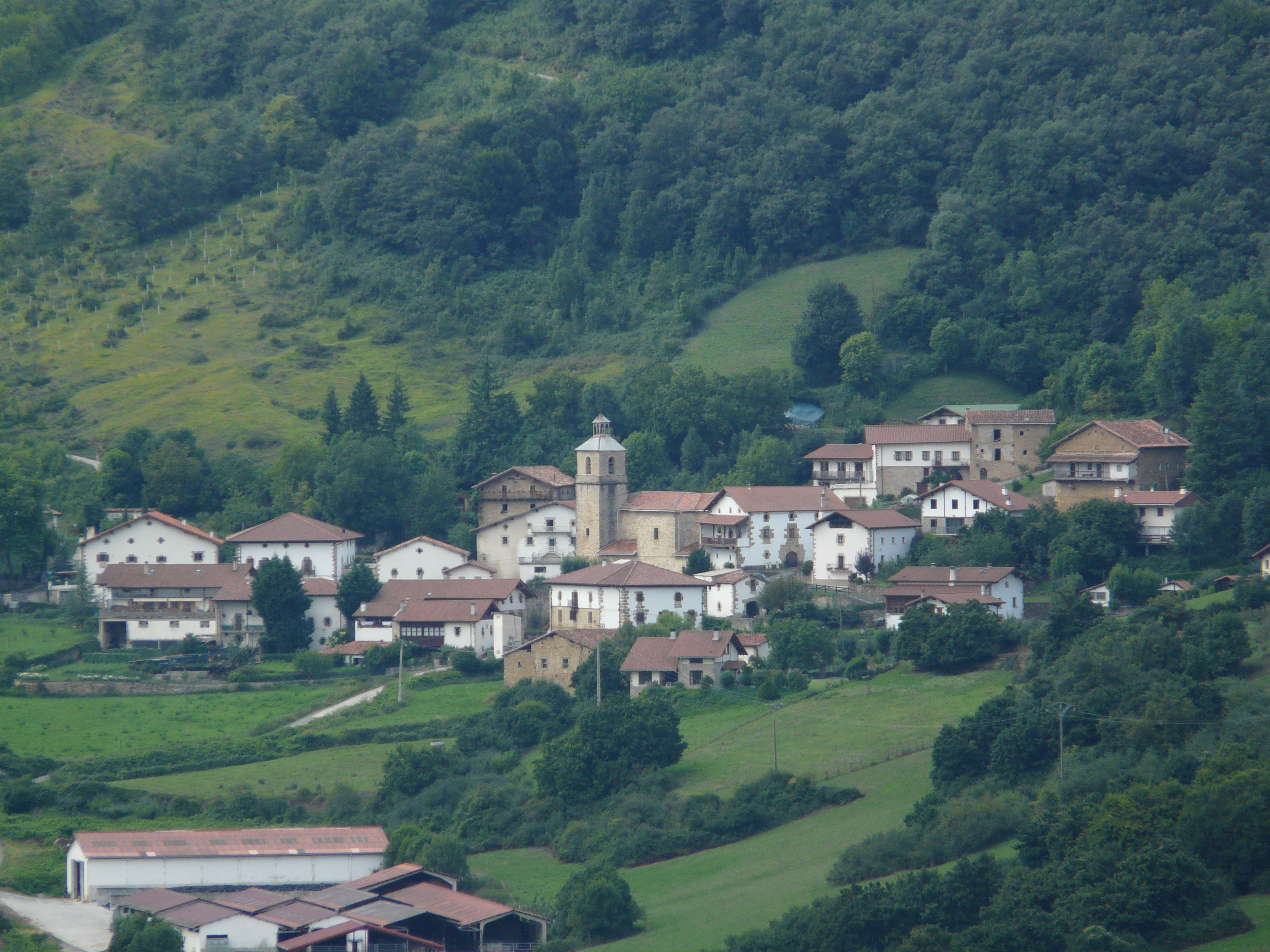
Etxaleku
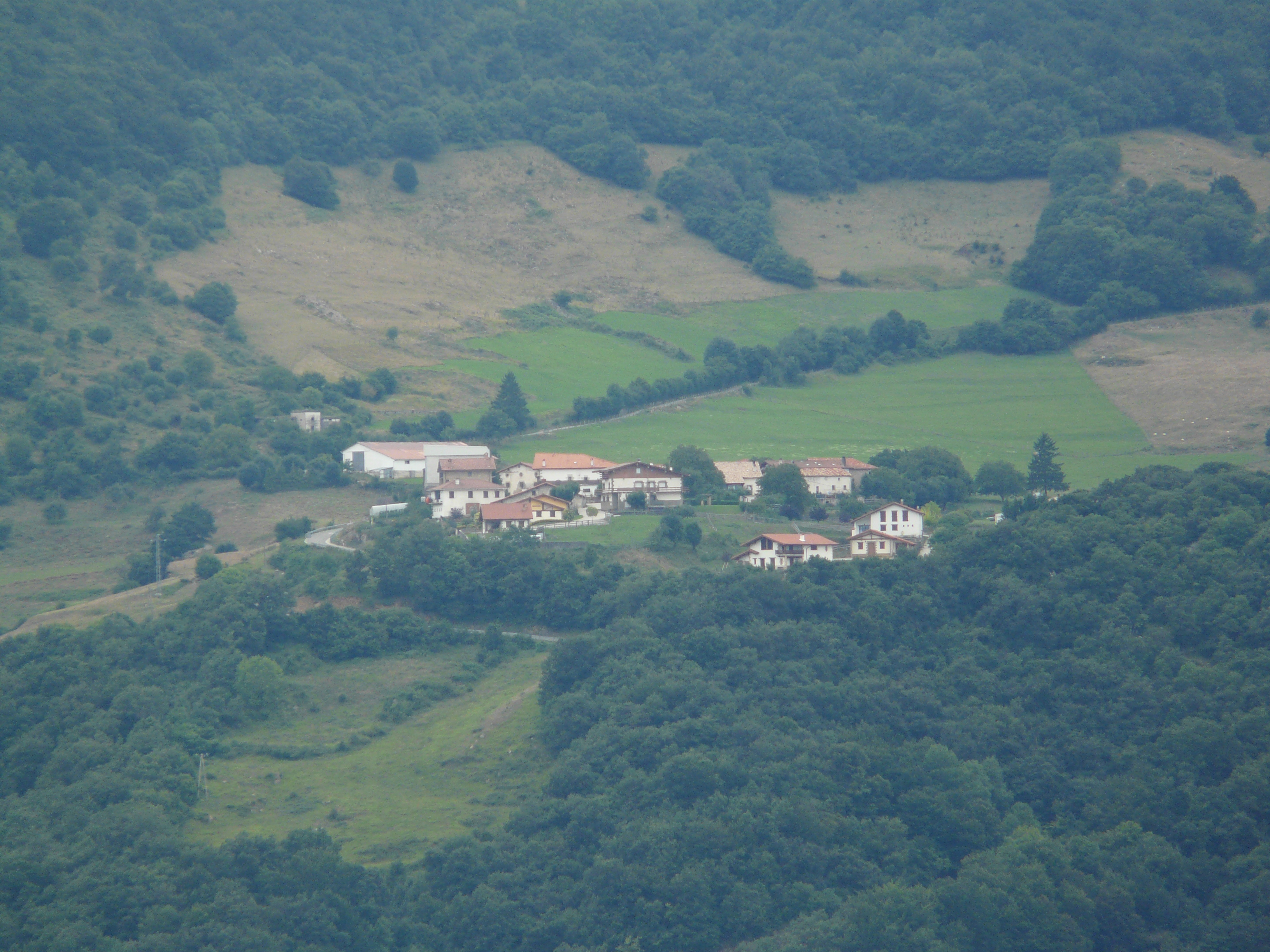
Goldaratz
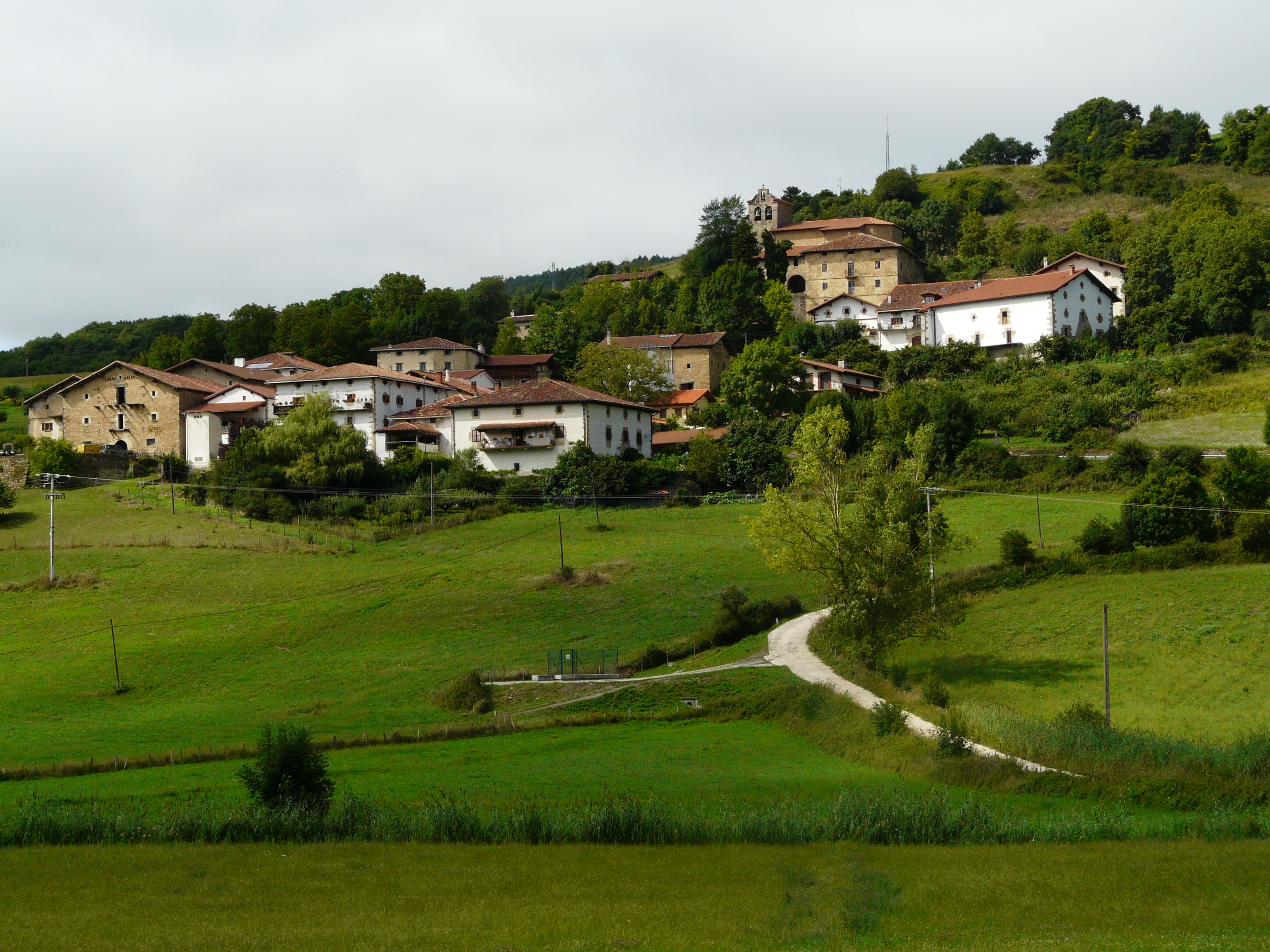
Oskotz
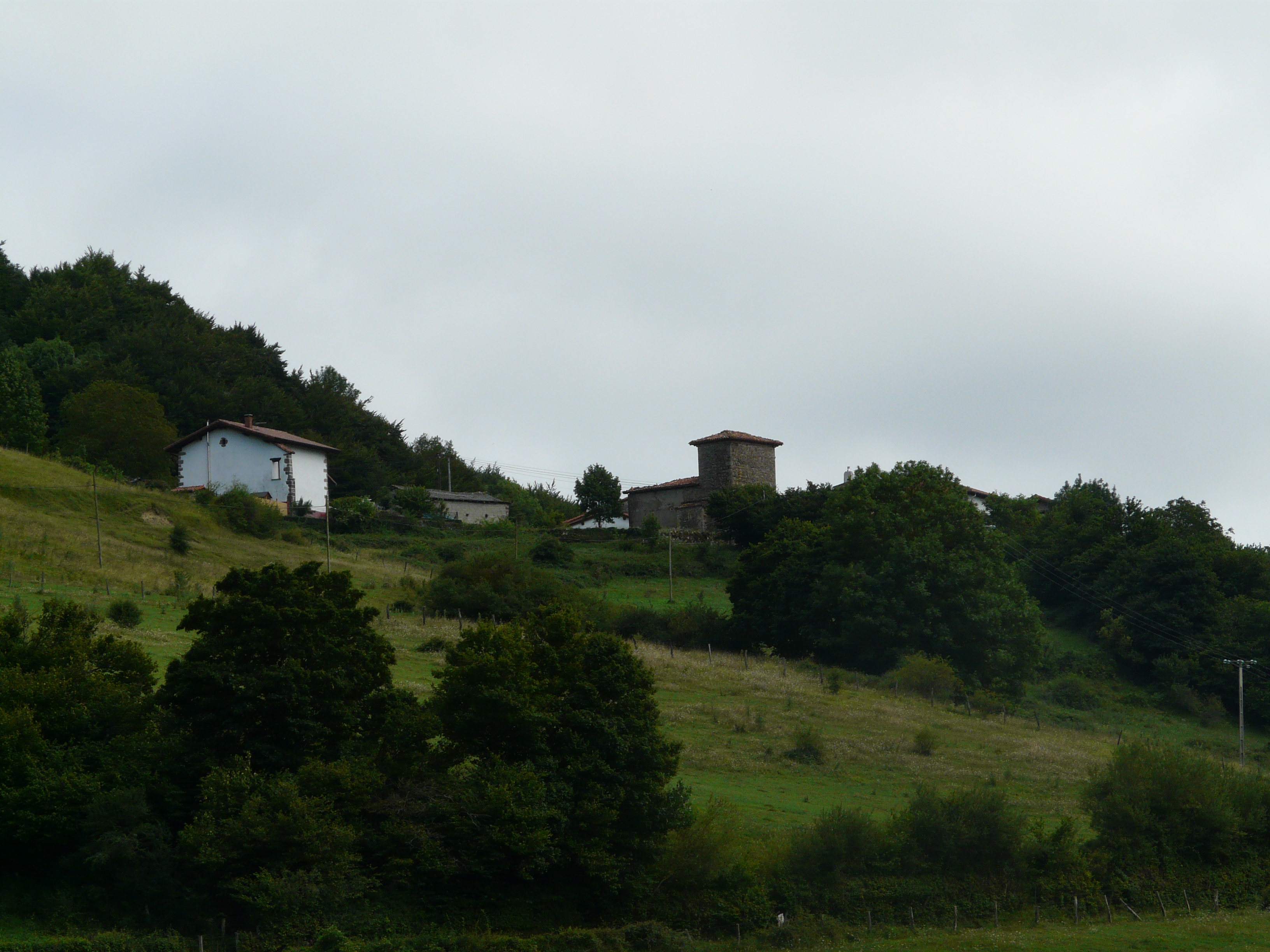
Zarrantz

A Oskotz hi ha una estació meteorològica del govern navarrès, a 562 metres sobre el nivell del mar.
Una línia d'autobús uneix els nuclis de Latasa i Urritza amb Pamplona.
L'església de Goldaratz és l'única romànica de la vall, i la d'Eraso és protogòtica del segle xiii. Etxaleku i Oskotz conserven parcialment esglésies gòtiques del segle xiv. La d'Etxaleku és situada més amunt del poble i fa ara de cementiri; conserva les parets i la porta originals, mentre que les funcions d'església han passat a l'església nova, del segle xix. L'església d'Oskotz, dedicada a sant Cristòfol, conserva la nau i la portalada gòtica, i al segle xviii s'hi va afegir un creuer i un presbiteri nou. L'església de Latasa també conserva una porta gòtica.

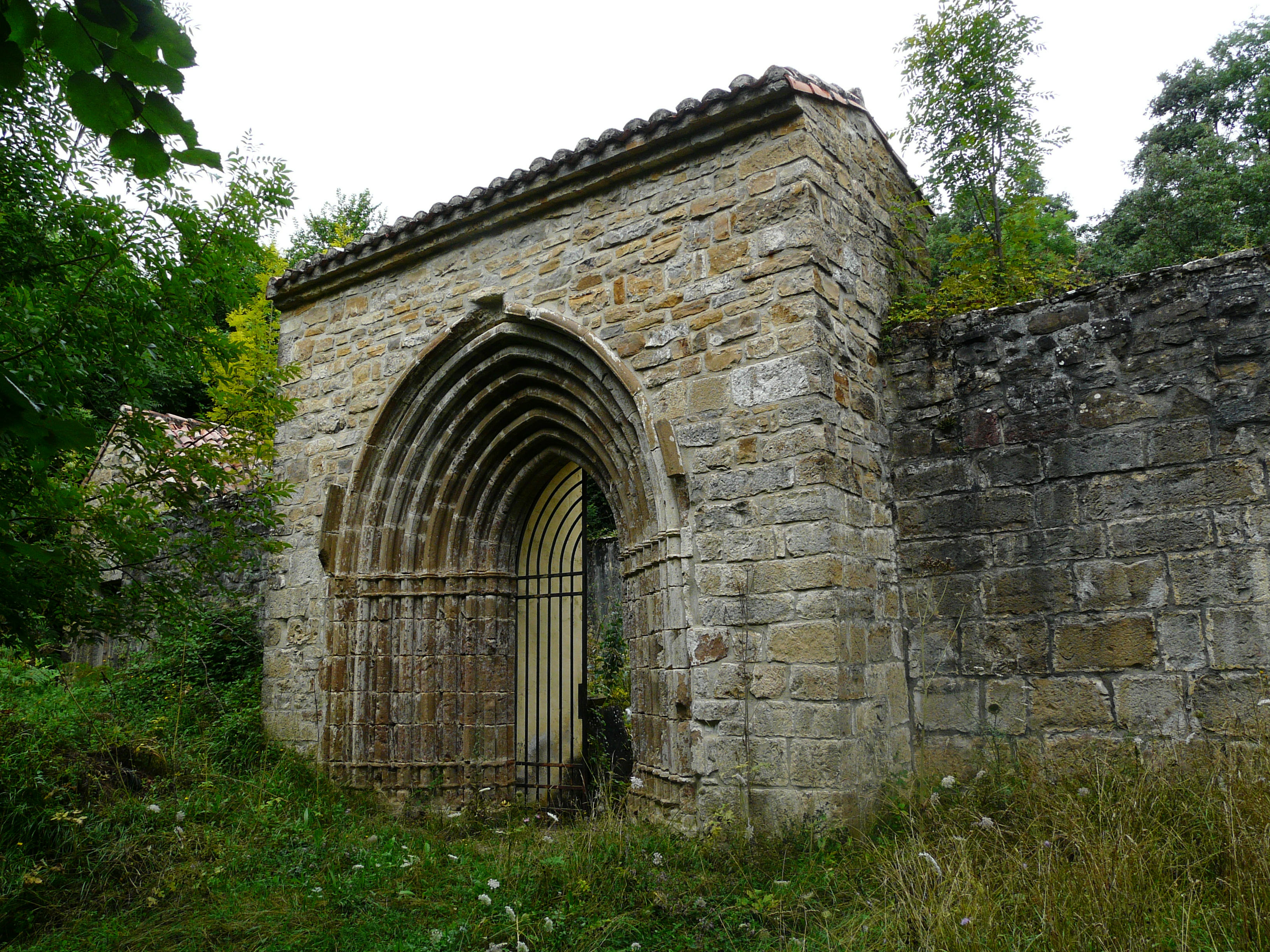
Església antiga (actual cementiri) d'Etxaleku
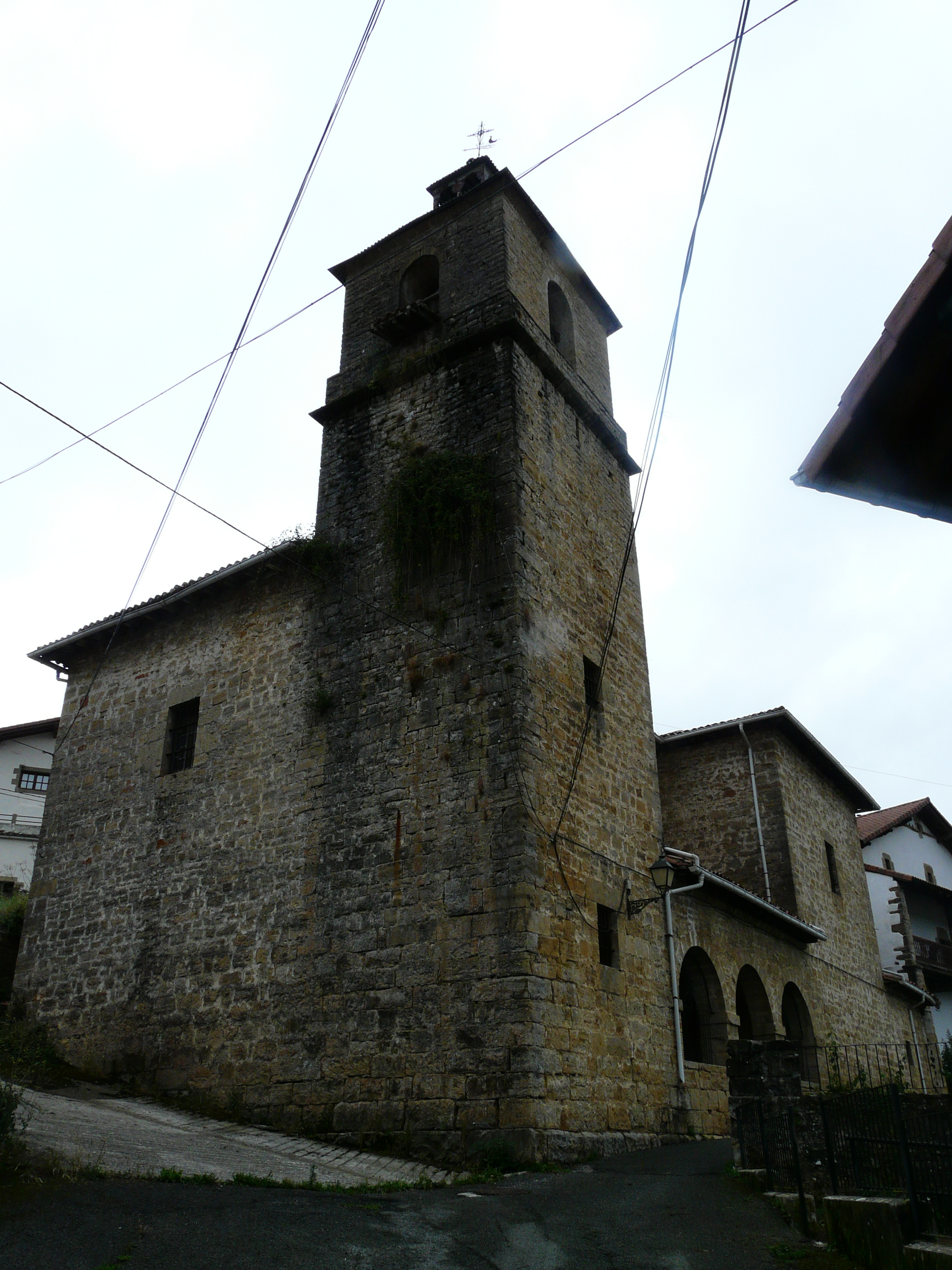
Església nova d'Etxaleku (San Esteban)
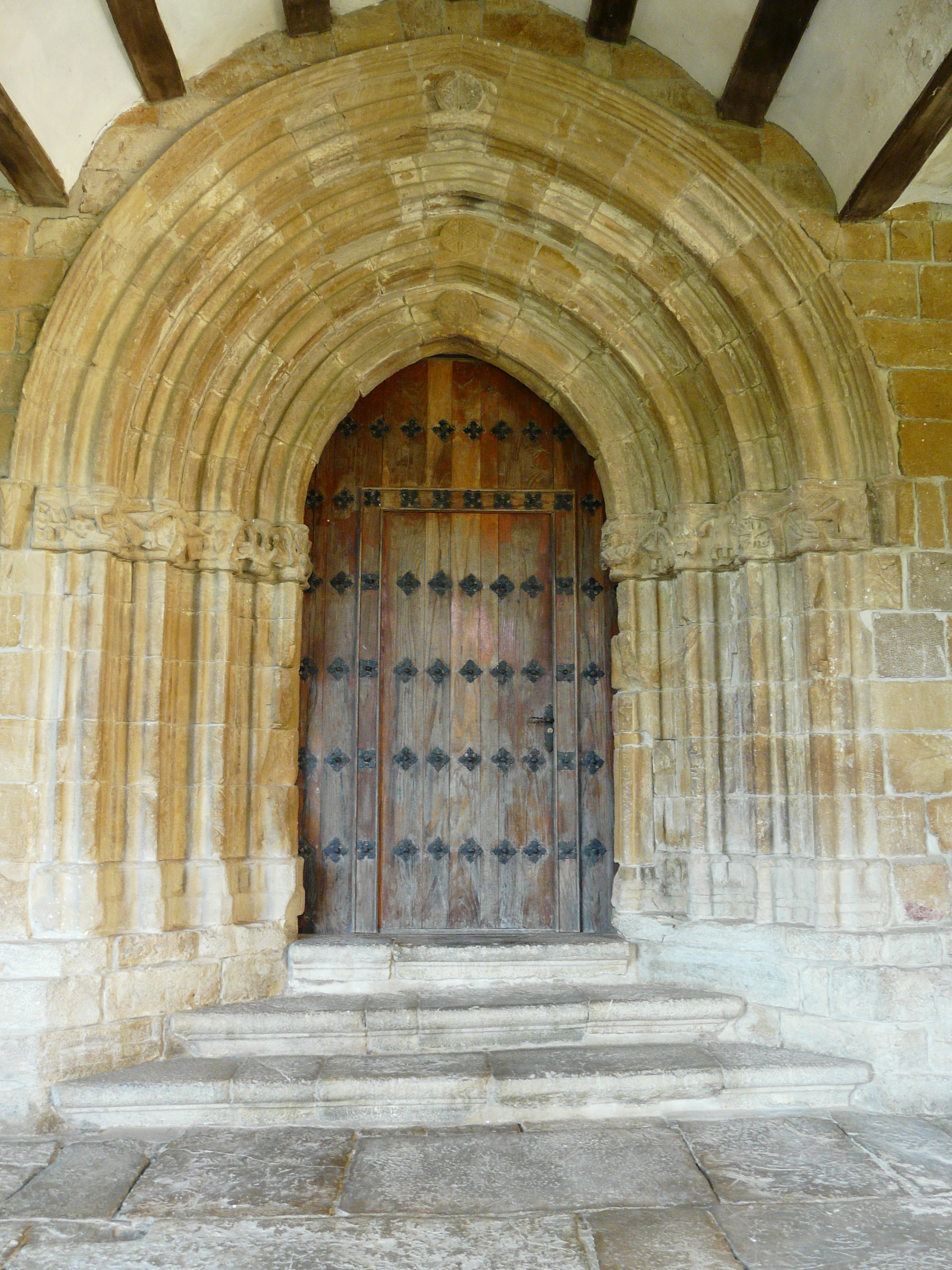
Església d'Oskotz

## Demografia
| Evolució demogràfica                             | Evolució demogràfica | Evolució demogràfica | Evolució demogràfica | Evolució demogràfica | Evolució demogràfica | Evolució demogràfica | Evolució demogràfica | Evolució demogràfica | Evolució demogràfica | Evolució demogràfica |
| 1996                                             | 1998                 | 1999                 | 2000                 | 2001                 | 2002                 | 2003                 | 2004                 | 2005                 | 2006                 | 2007                 |
| ------------------------------------------------ | -------------------- | -------------------- | -------------------- | -------------------- | -------------------- | -------------------- | -------------------- | -------------------- | -------------------- | -------------------- |
| 405                                              | 410                  | 407                  | 408                  | 396                  | 401                  | 411                  | 406                  | 418                  | 427                  | 433                  |
| Fonts: Imotz i Institut d'Estadística de Navarra |                      |                      |                      |                      |                      |                      |                      |                      |                      |                      |

El municipi es troba a la zona bascòfona de Navarra i més de la meitat dels seus habitants són bascoparlants (un 64% el 1996). Els parlars locals, segons Koldo Zuazo tenen característiques intemèdies entre el guipuscoà i el navarrès (o alt-navarrès).